# Organisationen Danske Museer
Organisationen Danske Museer (ODM) er brancheorganisation for 169 (2025) danske kunstmuseer, kulturhistoriske museer og naturhistoriske museer samt museumslignende besøgscentre, bevaringscentre m.fl.
ODM's sekretariat har adresse på Vartov i København. ODM's bestyrelse har 11 medlemmer og er bredt repræsenteret fagligt og geografisk. Direktør for ODM er Nils M. Jensen.

## Opgaver og formål
ODM varetager museernes interesser i en række museumspolitiske spørgsmål og udbyder efteruddannelse for museumsansatte. Derudover faciliterer organisationen faglige netværk og arrangerer museumsfaglige konferencer, herunder et tilbagevendende formidlingsseminar for museumsansatte i foråret samt et kultur-, naturhistorisk og kunstfagligt orienteringsmøde i efteråret.

## Historie
Organisationen Danske Museer (ODM) så dagens lys i 2005 som en fusion mellem Dansk Kulturhistorisk Museumsforening (DKM), Foreningen af Danske Kunstmuseer (FDK) og Danske Naturvidenskabelige Museer (DNM).
De tre organisationer havde tilbage i 1987, under sammenslutningen Danske Museumsorganisationer, stiftet den selvejende institution Museumshøjskolen. Museumshøjskolens formål var at tilbyde efter- og videreuddannelse i form af korte kurser til museumsansatte. Fra 1997 til 2005 lå Museumshøjskolen først i Vig i Odsherred og siden på Ankerhus Seminarium i Sorø. Ved oprettelsen af ODM blev Museumshøjskolens aktiviteter, herunder et større museologisk bibliotek, startet af Statens Museumsnævn i 1975, i 2006 indlemmet under navnet Danske Museers Efteruddannelse (DME) og flyttede til Vartov i København. Biblioteket blev fusioneret ind i Danmarks Kunstbibliotek i 2012.
Ved ODM’s oprettelse blev Hanne Esmann ansat som sekretariatsleder. Siden 2008 er jobbet som direktør blevet varetaget af Nils M. Jensen.
ODM's første formand (2005-2008) var Lene Floris, der også var med til at etablere ODM. Siden har følgende været formænd for ODM: Jens Henrik Sandberg (2008-2009); Rasmus Vestergaard (2009-2011); Christine Buhl Andersen (2011-2015); Frank Allan Rasmussen (2015-2017); Flemming Just (2017-2022); Claus K. Jensen (2022-).